# Claudia Gerini
Claudia Gerini (ur. 18 grudnia 1971 w Rzymie) – włoska aktorka.
Zagrała w filmie Mela Gibsona Pasja. Jej mężem jest Alessandro Enginoli.

## Filmografia
- 1988: Ciao ma
- 1989: Night Club
- 1992: L'Atlantide jako Sophie
- 1995: Viaggi di nozze jako Jessica
- 1996: Ubóstwiam Iris Blond jako Iris Blond
- 1997: Fuochi d'artificio jako Lorenza
- 1999: Oszustwo jako Michela
- 1999: Lucignolo jako Fatima
- 1999: Tutti gli uomini del deficiente jako Stella Leone
- 2001: Off Key jako Violeta
- 2001: Francesca i Nunziata jako Nunziata
- 2001: HS - hors service jako Hélène
- 2002: La Playa de los galgos jako Berta
- 2002: Guardiani delle nuvole jako Nannina
- 2003: Sindbad: Legenda siedmiu mórz jako Marina
- 2003: Pod słońcem Toskanii jako Signora Raguzzi
- 2003: Al cuore si comanda jako Lorenza
- 2004: Nie ruszaj się jako Elsa
- 2004: Pasja jako żona Piłata
- 2017: John Wick 2 jako Gianna D'Antonio